# Värmlandsnäs

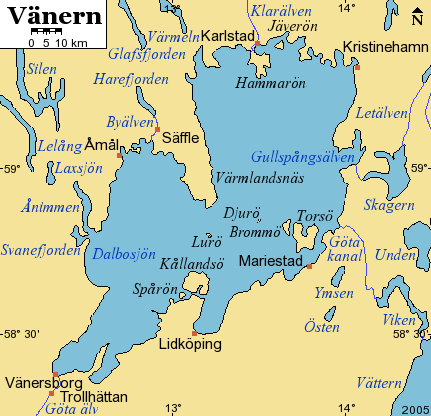
Vänern

Värmlandsnäs är en halvö i Vänern och Värmland sydöst om Säffle. Den västra sidan av Värmlandsnäs planar ut mot Millesviks skärgård och är för övrigt flack och har en brant östkust. Området har ett rikt växt- och skogsliv. Området utgjorde åren 1952-1970 Värmlandsnäs kommun och ingår sedan 1971 i Säffle kommun.
Värmlandsnäs utgör en del av den västsvenska så kallade mylonitzonen. Dess motsvarighet på den södra delen av Vänern är Kållands halvö. Bergveckningszonen är dock kraftigt nederroderad, och inlandsisen har därefter fyllt dalgångarna med leror, på sina håll överlagrade av sand, och Värmlandsnäs är mycket mindre kuperat än övriga Värmland. Här saknas större vattendrag och några järnbruk har inte funnits här. I stället består en stor del av näset av jordbruksmark. Värmlandsnäs västra strand är uppbruten och består av en rik skärgård, medan den östra består av en skarp förkastningsbrant och saknar öar. Jordbruksmarken finns mestadels mot Värmlandsnäs västra del medan den östra mer består av barrskog med flera högmossar, av vilka Rustamossen och Ugglebergsmossen är de största.
Historiskt omfattas Värmlandsnäs av Näs härad.

## Socknarna på Värmlandsnäs
- Millesviks socken
- Ölseruds socken
- Botilsäters socken
- Eskilsäters socken
- Södra Ny socken
- Bro socken
- Huggenäs socken

## Aktiviteter

### Skördefesten
Skördefesten är ett arrangemang som arrangeras första helgen i september månad varje år. Över hela Värmlandsnäs finner man "stationer" man kan besöka. Det kan vara gårdar som har öppet hus eller lokala entreprenörer, konstnärer och bygdegårdar. Skördefesten avslutas med dans i Eskilsäters bygdegård på kvällen.
Vad stationerna erbjuder varierar beroende på vad för aktivitet som bedrivs. En del stationer erbjuder mat där man kan pröva på allt från kalkongrillspett till potatischips. Många stadsbor får chansen att se hur det går till att bedriva jordbruk. Får följa exempelvis potatisens väg från att ligga i jorden till att hamna på tallriken hemma i köket.
På idrottsplatsen i Eskilsäter arrangeras en femkamp mellan de olika bygderna på "Näset". Lagen har tidigare år haft inslag av en del lokala kändisar och även riks- och internationellt kända personer med anknytning till Värmlandsnäs. 
2006 spelades en uppvisningsmatch mellan bronslaget från fotbolls-VM -94 och Eskilsäters IF. Det året hade varje bygd en deltagare från fotbollslandslaget med i sitt lag.

## Fornminnen

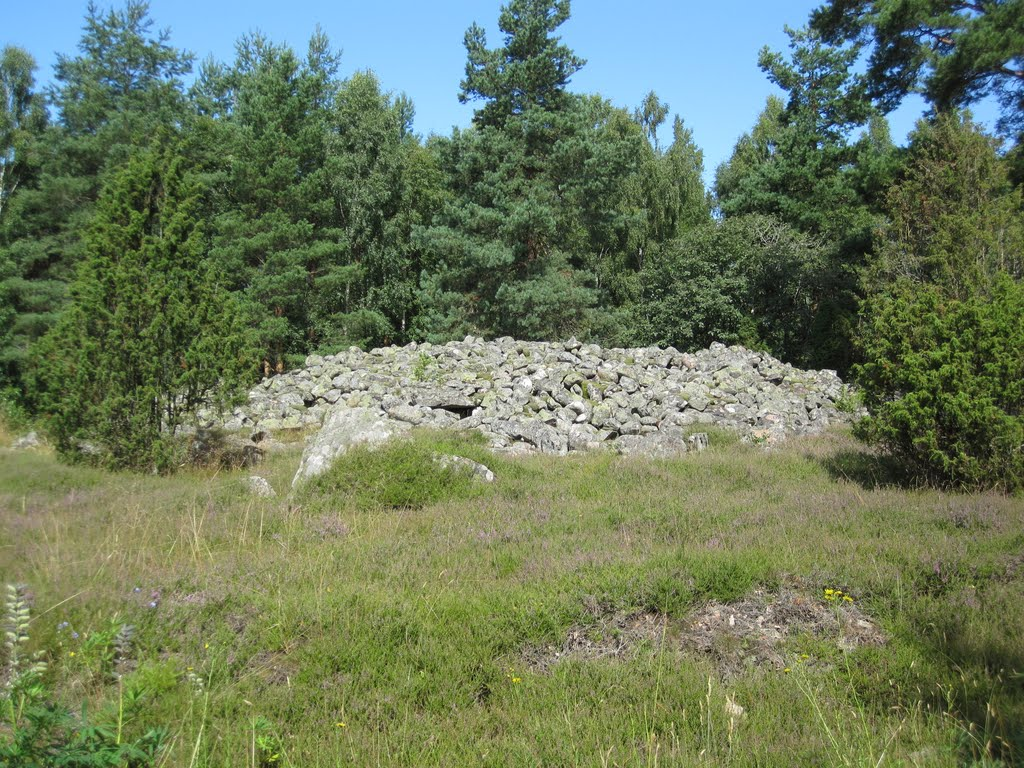
Stenröse i Millesvik

På Värmlandsnäs finns det gott om fornminnen från bronsåldern till vikingatiden. Det kanske mest omtalade fornminnet är den gamla klosterruinen på Lurö. Sommaren 2012 grävde arkeologer fram bland annat flera gamla mynt vid ruinen. Man fann bland mynten norska medeltidsmynt, vilket kan förstärka det gamla klostrets betydelse under Pilgrimsvandringen, vars led gick genom Värmlandsnäs.
I Millesvik finns flera fornlämningar. I Berg, Millesvik finns ett stenröse som är lätt tillgängligt för den intresserade. Fortsätter man vägen fram kan man också besöka en domarring.
Bara i Millesvik finns det 259 fornminnesplatser av olika typer, bland annat de gamla silvergruvorna i Millesvik. Silverfyndigheten var dock inte så stor, men brytningen lämnade tre stora vattenfyllda hål i marken.
På Värmlandsnäs finns även fornborgen Villkorsberget.
På 1920-talet upptäcktes två hällristningar från bronsåldern i Valdersrud, Eskilsäter. År 2009 bestämde en stenkonservator att man skulle täcka över hällristningarna för att bevara dem för framtiden. Under detta arbete hittades ytterligare en hällristning. De föreställer fyra skeppsfigurer, två människofigurer, en hästliknande figur, fem ormliknande linjer och 147 skålgropar. Det framkom även tydliga tecken på att det har varit en samlingsplats för flera grupper av människor under perioden 300 f.Kr – 100 e.Kr. 